# Hermya minor
Hermya minor är en tvåvingeart som beskrevs av Malloch 1931. Hermya minor ingår i släktet Hermya och familjen parasitflugor. Inga underarter finns listade i Catalogue of Life.